# وسيلة تحايل
وسيلة التحايل هي أداة أو فكرة مبتكرة مصممة لجذب الانتباه أو زيادة الطلب، وغالبًا ما تكون ذات قيمة جوهرية قليلة. عند تطبيقها على تسويق البيع بالتجزئة، فهي ميزة فريدة أو غير تقليدية مصممة لجعل منتج أو خدمة «مميزة» عن منافسيها. وأحياناً ما تكون وسائل التحايل المضافة مع المنتج مجرد طرائف، لا علاقة بينها وبين وظيفة المنتج. وأحياناً ينظر إلى وسيلة التحايل نظرة سلبية، ولكن بعض وسائل التحايل التي بدت تافهة في الماضي قد تطورت لتصبح ذات ميزات نافعة ودائمة.

## علم أصل الكلمة

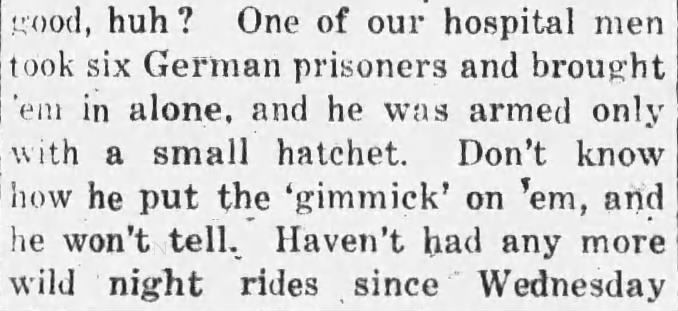
استخدام مبكر لكلمة "وسيلة تحايل" (gimmick) ظهر في نوفمبر 1918 وفقًا لما نشرته صحيفة "رئيس تيکومسيه" (رئيس تيکومسي).

أصل مصطلح «وسيلة التحايل» غير واضح. يشير علماء أصل الكلمة إلى أن المصطلح ظهر في الولايات المتحدة في أوائل القرن العشرين. يشير قاموس أوكسفورد إلى أنه ربما كان في الأصل مصطلحًا عامًا لشيء قام به فنان أو ساحر للتلاعب به لجعل المظاهر مختلفة عن الواقع وتغيير معناه تدريجيًا للإشارة إلى أي «جزء من جهاز السحرة». قد تكون الكلمة بحد ذاتها بمثابة رسم تقريبي للكلمة السحرية. مصدر آخر محتمل هو أنه قد يكون قيد الاستخدام بين طاولات الألعاب، حيث جاء للإشارة إلى «جهاز يستخدم لصنع لعبة عادلة ملتوية». ظهر المصطلح لأول مرة في الصحف الأمريكية في 1910 و1920.

## أمثلة
في التسويق، يمكن أن يكون استخدام الحيل جزءًا مهمًا من جهود ترويج المبيعات. ومع ذلك، قد يكون العثور على وسيلة للتحايل الناجحة لأحد المنتجات العادية أمرًا صعبًا لأنه يتطلب بعض الجهد لمطابقة الأهداف الترويجية مع وسيلة الحيل وتحديد العناصر التي ستسهم بشكل مثالي في استدعاء العلامة التجارية الدائم.
يتم استخدام العديد من أنواع الحيل المختلفة في ترويج المبيعات وتصميم المنتجات. على سبيل المثال، غالبًا ما يتم منح فرشات الأسنان بعض الحيل، مثل الألوان الزاهية، أو المقابض سهلة الإمساك، أو شعيرات تغيير الألوان، بحيث تبدو أكثر إثارة للاهتمام للمستهلكين. وغالبًا ما يتم ذلك في محاولة لجذب الأطفال، الذين يهتمون كثيرًا بالإعجاب أكثر من المنتج. غالبًا ما يعتمد الموسيقيون الحيل البصرية التي لا تؤثر على موسيقاهم، مثل قبعة سلاش الأعلى، وزي تلميذات أنجوس يونغ، وخوذة ديد ماوس. تعد الحيل ضمن السياق الموسيقي سمة أساسية لأغنية الجدة.
- ميزات التصميم الخاصة، على سبيل المثال فرشاة الأسنان التي تغير لونها عندما تكون على وشك التآكل (مما يشير إلى أن المستهلك يحتاج إلى إعادة الشراء)
- عبوة نوفل، على سبيل المثال عبوة ذات قيمة متبقية بمجرد استهلاك المحتويات الأصلية مثل مرطبان/قهوة يمكن إعادة استخدامها كسفينة أو حاوية تخزين
- الهدايا الإضافية أو هدايا العطاء، على سبيل المثال ألعاب مدرجة في مجموعات وجبات الوجبات السريعة للأطفال، غطاء يتصاعد على المجلات، لعبة في صندوق الحبوب
- أي رواية أو ترويج مبيعات غير متوقع

## عيوب في التصميم
يمكن اعتبار ميزات المنتج الرئيسي التي تم تصميمها بشكل سيء بمثابة وسيلة للتحايل من قِبل مستخدمي المنتج. وغالبًا ما تعاني الأجهزة البلاستيكية من المكونات الهيكلية الضعيفة أو البناء الهش، مما يؤدي إلى تشوه وتكسير الآليات شديدة التوتر وضعف التصميم. هذا يترك المالك مع الوظائف الأساسية للعنصر وتعطيل وسيلة للتحايل أو، في حالة المنتجات ذات الإنتاج الرخيص للغاية، ينفصل الحيل تمامًا عن الهيكل الرئيسي للعنصر.

## الحيل الفاشلة
في عام 1992، أطلق القسم البريطاني لشركة ذي هوفر حملة ترويجية كارثية وعدت بتقديم تذاكر طيران مجانية لمشتري أجهزتها. خسر القسم 50 مليون جنيه إسترليني نتيجة لذلك وتم بيعه في النهاية.
في بولندا في عام 1997، كانت بعض شركات التبغ تستخدم ممثلي المبيعات الشباب، والسفر في سيارات تحمل علامة تجارية مبهجة، لنوادي العمل والأماكن التي أعطوا فيها السجائر المجانية للرعاة كجزء من الجهد الترويجي. قرر فريق المبيعات والتسويق في فيليب موريس إضافة وسيلة للتحايل إلى أخذ العينات من خلال استخدام مندوبي المبيعات لمباريات خدعة مضاءة بخدش بسيط على الجينز. في إحدى الحالات، اشتعلت النيران في مخزونات المباريات التي حملت في مركبة مما أدى إلى مقتل اثنين من مندوبي المبيعات وإصابة آخر بجروح خطيرة. تسبب الحادث في مشاكل العلاقات العامة للشركة.
في عام 1999، قدم مطعم كاسا سانشيز فود في كاليفورنيا وجبة غداء مجانية مدى الحياة لأي شخص يحمل وشمًا يحمل شعاره، وهو صبي في سمبريرو يركب أذنًا من الذرة. حضر أكثر من 40 من المعجبين بالوشم الذي طالبوا بمكافأتهم، وقدر أصحابها أن هذا قد يكلف الشركة 5.8 مليون دولار على مدار 50 عامًا (يتم احتسابها على 8 دولارات يوميًا لكل عميل). بعد تشغيل الأرقام، قررت الشركة تحديد عدد الأشخاص الذين يمكنهم الحصول على الصفقة. عاد الترويج في مارس 2010.